# Хайнрих Вилхелм фон Райхенбах
Хайнрих Вилхелм фон Райхенбах (на немски: Heinrich Wilhelm Graf von Reichenbach; * 19 април 1733, Виршковице или в Бернсдорф, Дрезден; † 9 януари 1819, Виршковице) е граф на Райхенбах-Гошюц-Нойшлос в Силезия. Фамилията му е от 1742 г. значима и влиятелна протестантска магнат-фамилия в Силезия. Родът Райхенбах от Силезия не е роднина с графската фамилия Райхенбах от Хесен. Родът Райхенбах от Силезия първо е разделен на пет рода. На 30 май 1665 г. родът става фрайхерен на Бохемия, на 16 януари 1678 г. бохемски господари и на 10 март 1730 г. графове на Бохемия.

## Произход
Той е единствен син на граф Кристоф Хайнрих фон Райхенбах-Нойшлос (1710 – 1791) и първата му съпруга фрайин Йохана Вилхелмина Мария фон Уекскюл (1713 – 1769). Внук е на фрайхер Хайнрих фон Райхенбах (1633 – 1715) и племенник на Хайнрих Леополд фон Райхенбах-Гошюц (1705 – 1775).
Баща му се жени втори път през 1770 г. за Беата София фон Бургхаус (1733 – 1789) и той има полубрат Карл Хайнрих Готлоб фон Райхенбах-Гошюц (1771 – 1814).
Хайнрих Вилхелм фон Райхенбах умира бездетен през 1819 г. на 85 години.

## Фамилия
Първи брак: на 5 юни 1758 г. в Нойщат, Силезия, с фрайин Йохана Елеонора фон Моравицки-Рудниц (* 20 април 1743; † 16 февруари 1769, Браниц), дъщеря на фрайхер Йохан Карл фон Моравицки (1711 – 1782) и графиня Елеонора Амалия фон Золмс-Лаубах-Вилденфелс (1711 – 1761). Бракът е бездетен. Йохана Елеонора се омъжва втори път на 6 декември 1761 г. в Гошюц за първия му братовчед Кристоф Хайнрих фон Райхенбах (1733 – 1772).
Втори брак: на 28 декември 1762 г. в Ронщок с Хенриета Фридерика фон Хохберг-Фюрстенщайн (* 20 февруари 1744, Ронщок; † 9 април 1795, Виршковице), дъщеря на граф Ханс Хайнрих IV фон Хохберг (1705 – 1758), фрайхер на Фюрстенщайн, и съпругата му графиня Луиза Фридерика фон Щолберг-Щолберг (1710 – 1757), дъщеря на граф Кристоф Фридрих фон Щолберг-Щолберг (1672 – 1738) и фрайин Хенриета Катарина фон Бибран-Модлау (1680 – 1748). Бракът е бездетен.